# Fredrik August Schürer von Waldheim
Fredrik August Schürer von Waldheim, född 17 september 1808 i Stockholm, död omkring 12 september 1857 vid ångfartyget Sonores förolyckande utanför Amerikas ostkust, var en svensk kapten, hovjägmästare och kopparstickare.
Han var son till översten och generaladjutanten Johan Schürer von Waldheim och Charlotta Ulrica Hilleström och från 1841 gift med Lovisa Carolina Fredrika Croneborg samt dotterson till Pehr Hilleström och brorson till Fredrik Schürer. Han avslutade sin militära karriär som kapten vid Svea livgarde 1841 då han utsågs till hovjägmästare. Vid sidan av sin militära tjänst var han verksam som kopparstickare.      